# إليوت غولدنثال
إليوت غولدنثال (بالإنجليزية: Elliot Goldenthal) (و. 1954  م) هو ملحن، وشاعر غنائي، وكاتب أغاني، ومؤلفو موسيقى تصويرية أمريكي، ولد في بروكلين.

## التعليم
تعلم في Andries Hudde Junior High School ‏، وJohn Dewey High School ‏، والكلية الموسيقية في مانهاتن ‏.

## جوائز وترشيحات
حصل على جوائز منها:
جوائز
- جائزة الأوسكار لأفضل موسيقى تصويرية، عن عمل: فريدا (2002)
- جائزة غولدن غلوب لأفضل موسيقى تصويرية، عن عمل: فريدا (2002)

ترشيحات
- جائزة الأوسكار لأفضل موسيقى تصويرية، عن عمل: فريدا (1994)
- جائزة الأوسكار لأفضل موسيقى تصويرية، عن عمل: مقابلة مع مصاص الدماء (1994)

ترشح لـ:
- جائزة الأوسكار لأفضل موسيقى تصويرية، عن عمل: مقابلة مع مصاص الدماء (1993)
- جائزة الأوسكار لأفضل موسيقى تصويرية دراماتيكية أصلية، عن عمل: مايكل كولنز
- جائزة الأوسكار لأفضل موسيقى تصويرية، عن عمل: فريدا.

## وصلات خارجية
- إليوت غولدنثال على موقع IMDb (الإنجليزية)
- إليوت غولدنثال على موقع الموسوعة البريطانية (الإنجليزية)
- إليوت غولدنثال على موقع قاعدة بيانات الأفلام العربية
- إليوت غولدنثال على موقع ألو سيني (الفرنسية)
- إليوت غولدنثال على موقع ميوزك برينز (الإنجليزية)
- إليوت غولدنثال على موقع أول موفي (الإنجليزية)
- إليوت غولدنثال على موقع بوكس أوفيس موجو (الإنجليزية)
- إليوت غولدنثال على موقع قاعدة بيانات برودواي على الإنترنت (الإنجليزية)
- إليوت غولدنثال على موقع قاعدة بيانات الأفلام السويدية (السويدية)
- إليوت غولدنثال على موقع أول ميوزيك (الإنجليزية)